# Schwanenstein

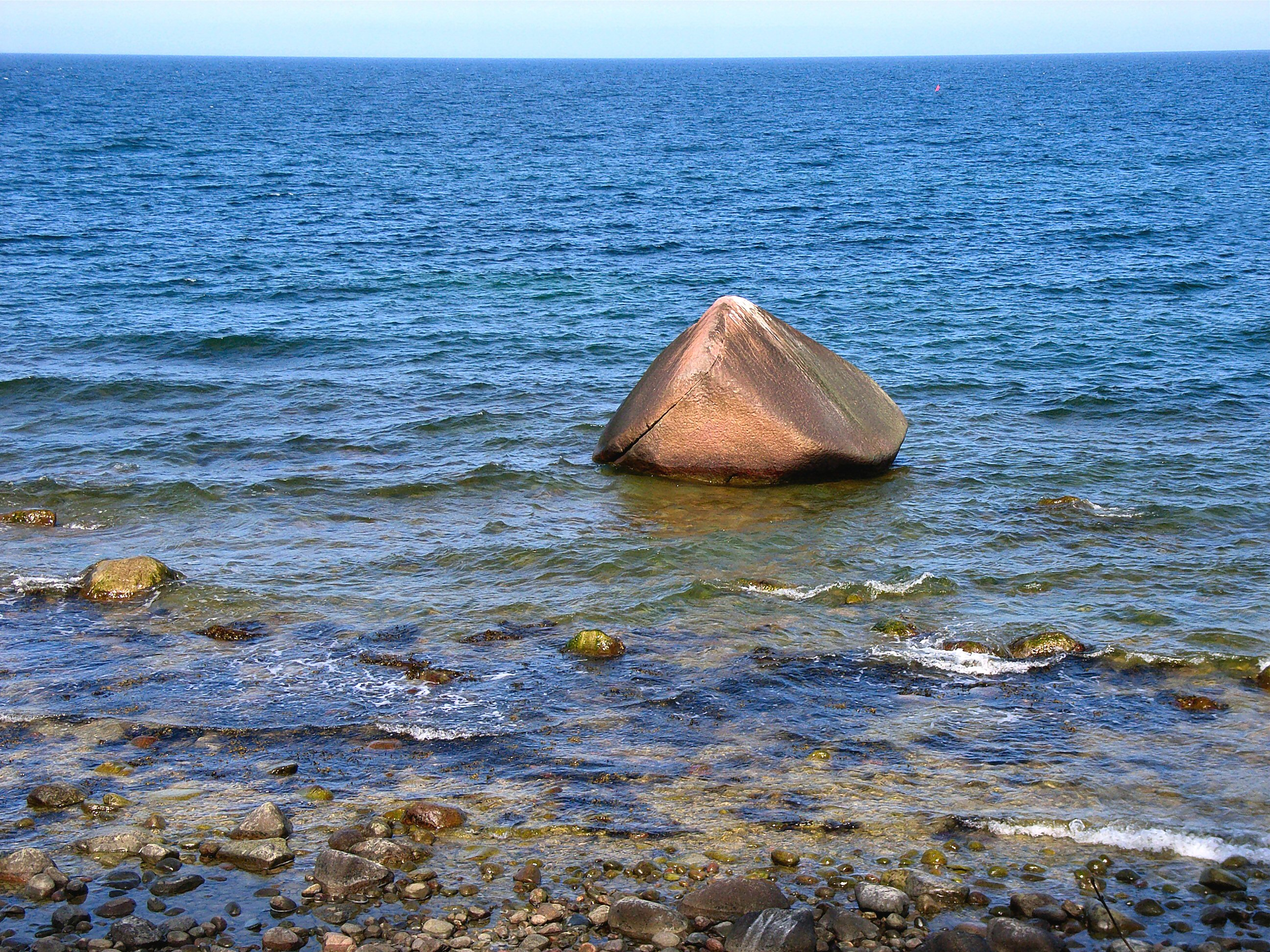
Der Schwanenstein bei Lohme

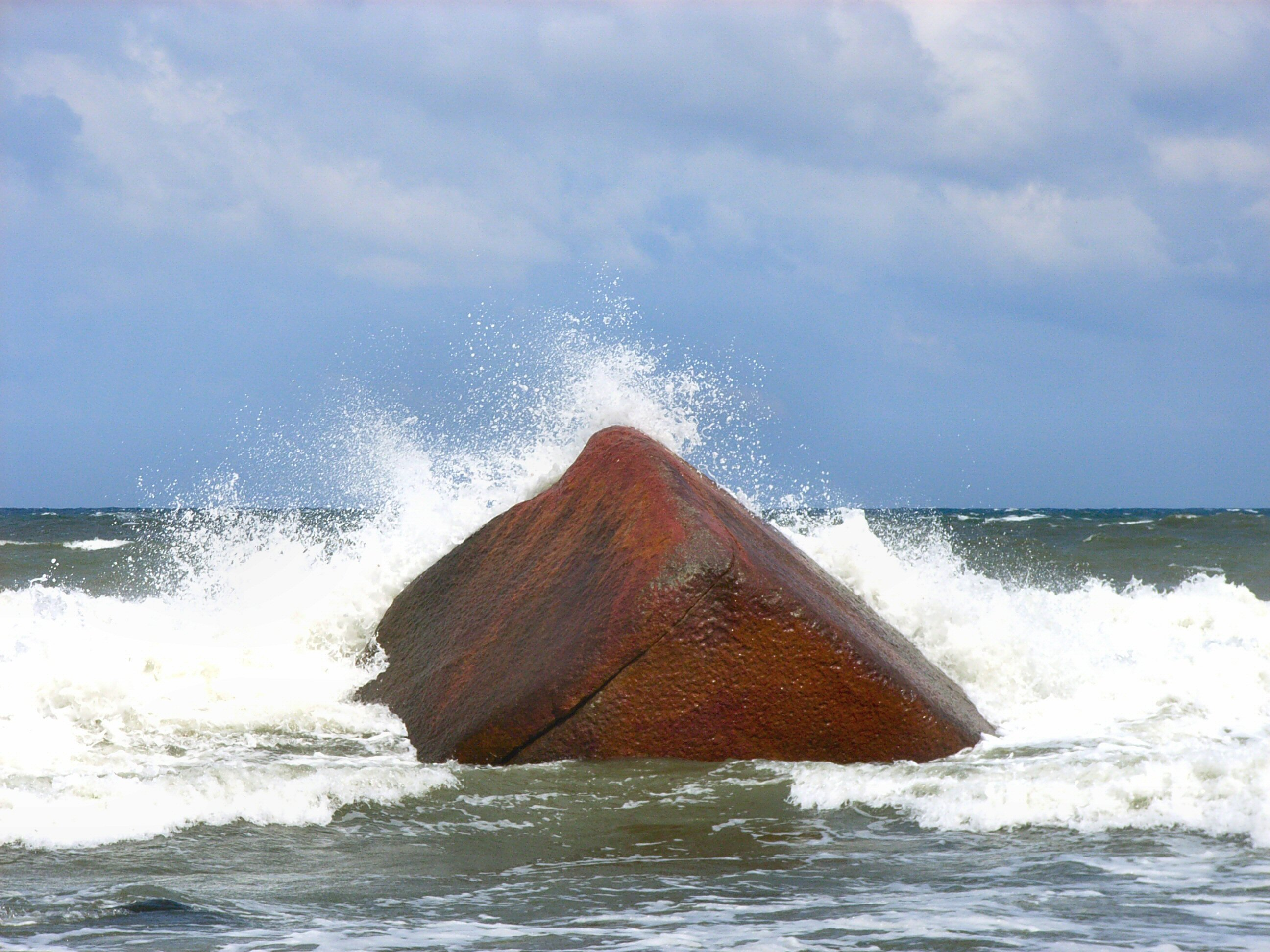
Schwanenstein in der Brandung

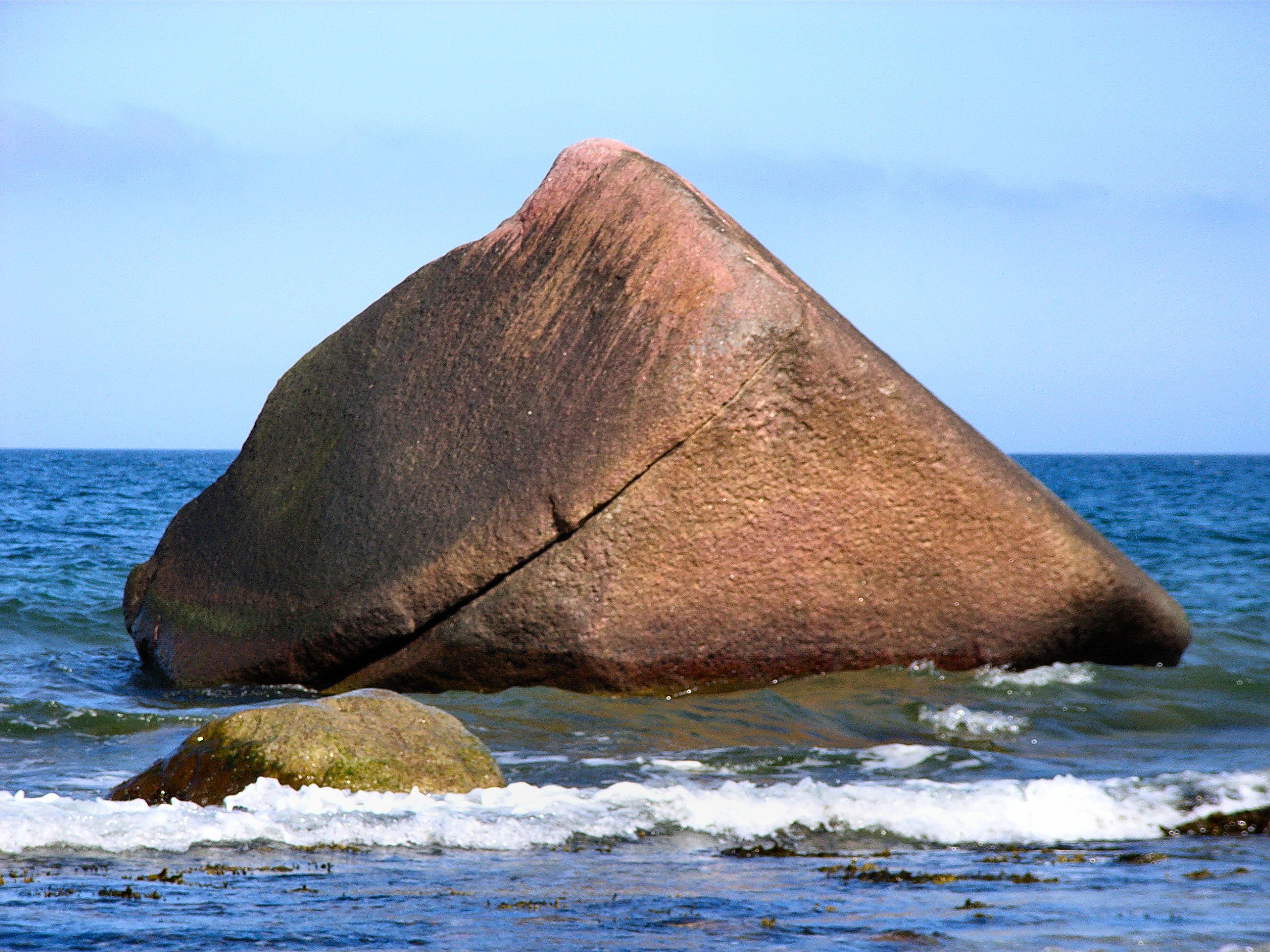
Schwanenstein aus der Nähe

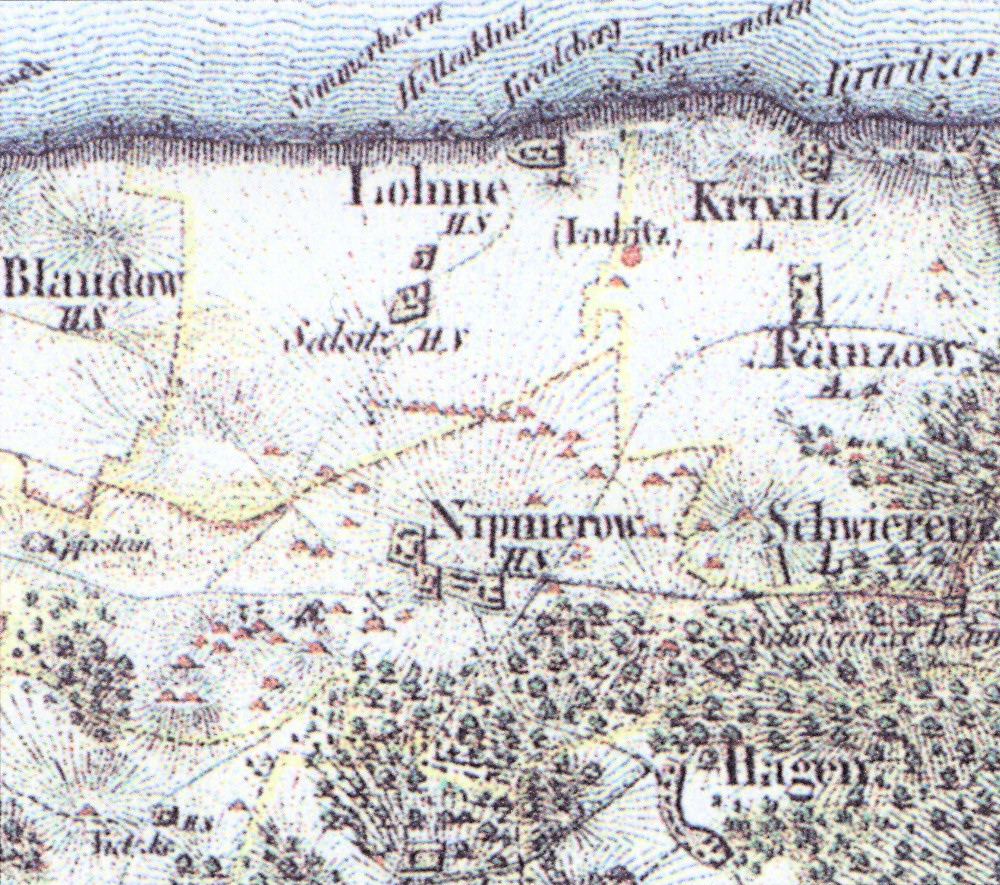
Karte von 1829 mit Schwanenstein

Der Schwanenstein ist ein Findling vor der Insel Rügen in Mecklenburg-Vorpommern. Er liegt etwa 100 m östlich vom Hafen der Gemeinde Lohme am nördlichen Rand der Halbinsel Jasmund etwa 20 m vor dem Strand in der Ostsee. Er hat eine Masse von 162 t und ein Volumen von 60 m³ und gehört als fünftgrößter Findling wie ungefähr 20 weitere Großgeschiebe zu den gesetzlich geschützten Geotopen auf der Insel Rügen. Sein Grundriss ist etwa sieben Meter lang und fünf Meter breit. Der Findling wird im Wappen von Lohme als Motiv stilisiert dargestellt.

## Herkunft und Besonderheiten
Der Schwanenstein besteht aus sogenanntem Hammergranit und ist sehr wahrscheinlich mit der letzten Eiszeit von Bornholm an seinen jetzigen Standort transportiert worden. Zu seinem rötlichen Aussehen trägt besonders der hohe Anteil an Kalifeldspat bei. Auf der Westseite durchzieht den Stein eine auffällige Kluft, die im Laufe der Zeit durch den Kristallisationsdruck gefrorenen Eises vergrößert wurde und vermutlich bald zur Ablösung einer großen Platte führen wird.

## Sagen und Geschichten
Wie bei vielen anderen Findlingen sind auch mit dem Schwanenstein Sagen und Geschichten verbunden.

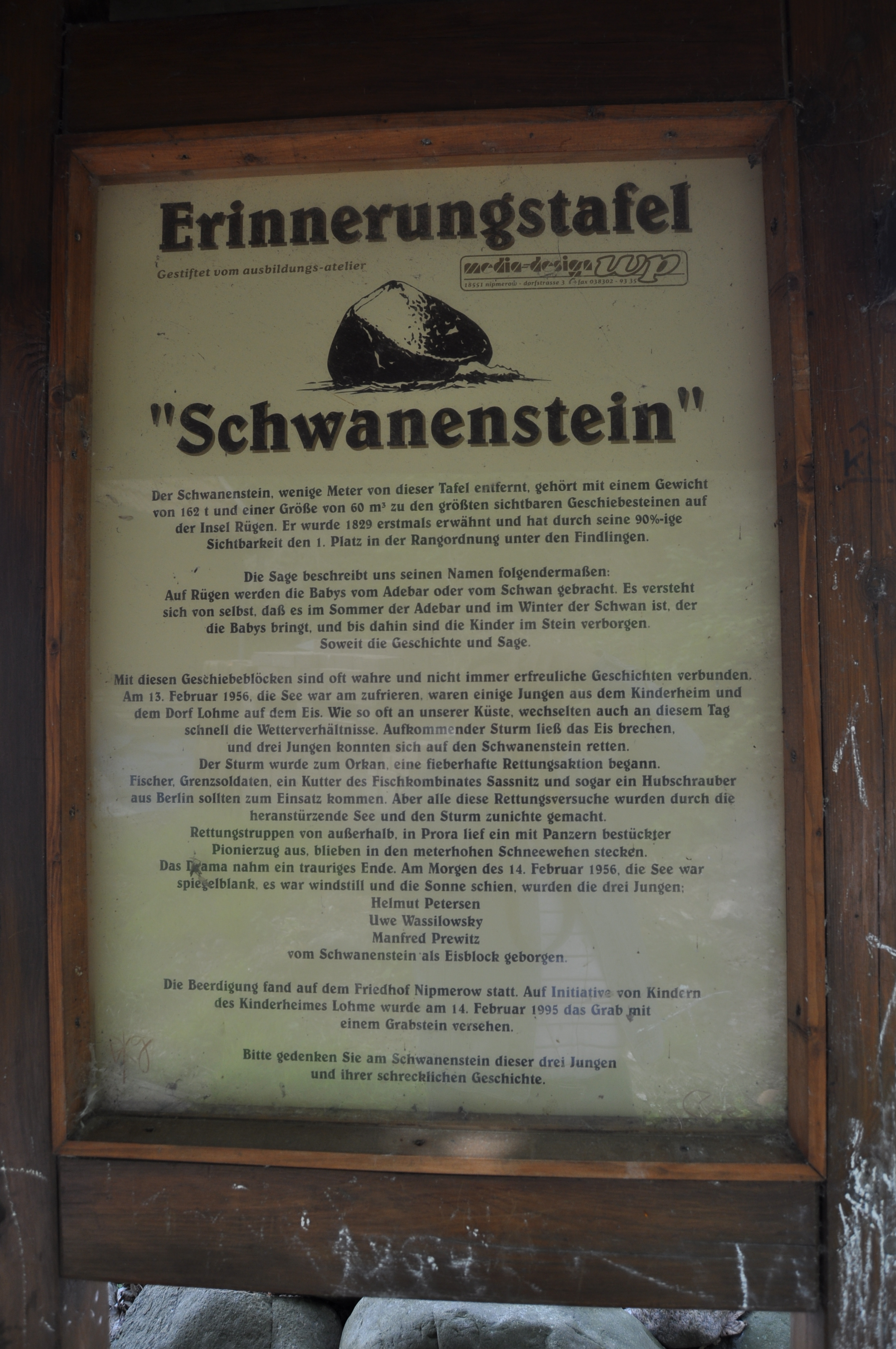
Erinnerungstafel zu Sage und Unglück am Schwanenstein Lohme

- Nach einer Sage bringt die Babys auf Rügen im Sommer Adebar und im Winter der Schwan. Bis dahin sind die Kinder in dem Stein verborgen. (Siehe Erinnerungstafel und Web-Seite)

- Eine traurige Begebenheit ereignete sich am 13. Februar 1956, als einige Jungen aus dem Kinderheim und dem Dorf Lohme in Ufernähe auf der gerade zugefrorenen Ostsee waren. Das Wetter änderte sich plötzlich, Sturm kam auf und ließ das Eis brechen. Drei Jungen retteten sich auf den Schwanenstein. Bei zunehmendem Wind, der zum Orkan wurde, lief eine fieberhafte Rettungsaktion an. Einheimische Fischer, ein Fischkutter aus Sassnitz und Grenzsoldaten versuchten die Kinder zu retten, aber Sturm und Brandung machten alle Bemühungen zunichte. Rettungskräfte von außerhalb, zum Beispiel ein Pionierzug der Kasernierten Volkspolizei aus Prora, blieben in den meterhohen Schneewehen stecken. Erst am nächsten Morgen, als das Wetter sich beruhigt hatte, konnten die drei Jungen Helmut Petersen, Uwe Wassilowsky und Manfred Prewitz nur noch tot vom Schwanenstein geborgen werden. Sie wurden auf dem Friedhof von Nipmerow, einem Ortsteil von Lohme, beigesetzt. Das Grab erhielt 39 Jahre später, am 14. Februar 1995, auf Initiative von Kindern des Kinderheimes Lohme einen Gedenkstein.[1] (siehe dazu auch Erinnerungstafel)

## Einzelbelege
1. ↑  Das Unglück vom Schwanenstein auf ruegen-inselinfo.de, zitiert aus Heinz Müller: Lohme auf Rügen – Eine Entdeckungsreise zwischen Königsstuhl und Kap Arkona